# Fernando Canthal y Girón
Fernando Canthal y Morejón de Girón (Cartagena o Barcelona, 22 de abril de 1896 - Madrid, 2 de marzo de 1964) fue un diplomático español, embajador en Haití y Pakistán. Fue reconocido especialmente por su intervención como cónsul general en Milán en la Segunda Guerra Mundial, durante la cual maniobró para proteger y repatriar a los judíos de nacionalidad española perseguidos por las autoridades italianas y alemanas en su jurisdicción.

## Biografía

### Primeros años
Fernando Canthal nació en 1896 bien en Cartagena o bien en Barcelona, en el seno del matrimonio compuesto por el empresario minero Luis Canthal y Clevé, de origen judío alemán y migrado a España a finales del siglo XIX, y por Amalia Morejón de Girón y Anrich, católica y vinculada al linaje de los duques de Ahumada. En su juventud se trasladó a Madrid, donde se licenció en Derecho en 1917, adquirió la ciudadanía española a expensas de renunciar a la alemana y se doctoró como paso previo a ingresar en la Escuela Diplomática en 1922. Al año siguiente sería recibido por primera vez en audiencia personal por el rey Alfonso XIII, gesto con el que sería nuevamente distinguido en 1928 y 1931.
En 1925 casó con Ana María de Semprún y Vaillat, hija del empresario y político José María Semprún Pombo, y recibió su primer destino en el extranjero, en la Embajada de España en París. Dos años después, y ya como secretario de tercera clase, fue enviado a Berna, para en 1929 ser asignado a la misión diplomática de Londres. Posteriormente fue promovido a secretario de segunda clase y adscrito al Ministerio de Asuntos Exteriores, formando parte de delegaciones en conferencias como el IX Congreso Internacional de Ferrocarriles. En 1931, Canthal recaló otra vez en París, con la función de delegado en la Oficina de Exposiciones y Ferias hasta que fue llamado al Ministerio en 1934. Desde 1935 se desempeñaba como cónsul de segunda clase en Uchda, donde le sorprende el estallido de la guerra civil. Renuncia al cargo y se une a los sublevados, trasladándose como su agente diplomático a San Juan de Luz, para luego ofrecer sus servicios a la Secretaría de Relaciones Exteriores del gobierno de Burgos y eventualmente al Ministerio de Asuntos Exteriores de la dictadura de Francisco Franco.

### Cónsul general en Milán
En marzo de 1939, Canthal regresó a la embajada de Berna como secretario de primera clase, y tuvo su primer contacto con la represión antisemita practicada por las potencias del Pacto de Acero cuando atendió a algunos de los judíos españoles que habían escapado a Suiza cruzando la frontera desde Italia. El curso de la subsecuente Segunda Guerra Mundial motivó a Madrid a decidirse por él, experto en derecho internacional público y hablante de cinco idiomas –alemán, francés, inglés, italiano y español–, para sostener su representación en Milán, donde tomó posesión como cónsul general el 4 de julio de 1943. Recién asumido el puesto, la asistencia de Canthal es requerida por cinco judíos españoles que iban a ser destinados a trabajos forzados, logrando evitar aquel desenlace gracias a la intercesión tanto del cónsul como de la embajada de España en Roma.
En septiembre de 1943 la situación en Italia se vio gravemente alterada como consecuencia de la firma de un armisticio con los Aliados por parte del gobierno de Pietro Badoglio, que tuvo su respuesta en la invasión alemana del norte del país. En el territorio ocupado se recrudeció la persecución de los judíos y fue instaurada la República Social Italiana, un gobierno títere regido por Benito Mussolini al que España no extendió su reconocimiento. Canthal organizó la evacuación de la mayor parte de la colonia española en Milán, incluidos los judíos nacionales, y recibió orden del gobierno franquista de actuar como enlace con los dirigentes de la República Social sin asumir competencias diplomáticas de iure.
Durante este periodo convulso actúa en diversas ocasiones en defensa de judíos españoles, como en octubre de 1943, cuando media ante el cónsul general de Alemania para lograr la liberación de Mario Covo Mair, o en enero de 1944, cuando nombra vicecónsul al joven judío Isù Elías Borni y acoge a sus padres como refugiados. En febrero de aquel mismo año, Canthal concedió pasaportes y dispuso la repatriación a Barcelona del judío español José Benarroyo Gheron –amenazado de internamiento en un campo de trabajo– y tres de sus familiares. Consiguió además evacuar en tren desde Génova a los hebreos Haim Papo y Jorge Salvador Nacmías Sonino –preso hasta entonces en la cárcel de Como–, pero mayores desvelos supuso la gestión del retorno a España de José Nacmías, hermano del anterior. Cuando se produjo el arresto de Jorge Salvador, José había huido apresuradamente de Milán y cruzado clandestinamente a Suiza, sin tiempo para recoger el pasaporte que Canthal le tenía preparado, y aunque el cónsul español se lo hizo llegar a través de la valija diplomática, el Ministerio de Asuntos Exteriores retrasó la repatriación al pedir la autorización previa de la Dirección General de Seguridad. Entretanto, Nacmías fue recluido en el campo de refugiados de Girenbad, hasta que a mediados de agosto salió finalmente hacia España, habiendo sido aprobada su solicitud y concedido un nuevo pasaporte.

### Relación con Mussolini
Paralelamente a su trabajo como cónsul general, Canthal cultivó una buena relación con Benito Mussolini, dictador de Italia hasta 1943 y duce de la República Social Italiana desde entonces, fruto de la cual llegaron a mantener tres encuentros a solas. En enero de 1945, y a petición de Mussolini y con la aprobación de Madrid mediante, Canthal proporcionó pasaportes falsos a los padres y la hermana de Clara Petacci, amante del líder italiano, a fin de que abandonasen el país en un vuelo a Barcelona, donde se refugiaron bajo identidades ficticias.
El 25 de abril tiene lugar la última reunión entre Canthal y Mussolini, en la que el duce ruega al español que negocie su rendición condicional y la de su régimen ante el ministro plenipotenciario del Reino Unido en Berna, Clifford Norton, a quien Canthal conocía personalmente. Pese a su escepticismo, el cónsul general se compromete a mediar, pero no consigue partir de Milán a tiempo debido al corte de las vías de comunicación. Dos días después, Mussolini era capturado por la resistencia italiana y fusilado el 28 de abril junto a Petacci, quien portaba en el momento de su detención un pasaporte español expedido por Canthal a nombre de Carmen Sans Balsells.
El trato cercano con Mussolini no impidió que Canthal disfrutase simultáneamente de vínculos de complicidad con los partisanos, que colaboraron con él en el cometido de ocultar judíos o ayudarlos a escapar a Suiza. Además favoreció el alistamiento de jóvenes trabajadores españoles fugados de Alemania en la Brigada Lorenzini, afecta a la Democracia Cristiana. Como agradecimiento por estas contribuciones, Canthal fue condecorado por los combatientes antifascistas.

### Carrera diplomática posterior
Finalizada la contienda, Canthal fue investido caballero de la Orden de Carlos III en 1946, y dos años después regresaba a Madrid para hacerse cargo de la jefatura de la sección central de la Dirección General de Relaciones Culturales, siendo también ascendido a consejero de embajada. Como tal fue destacado en Fráncfort del Meno (1949) y en Ankara (1950), y finalmente obtuvo la posición de embajador de España en Haití, que ejerció entre 1951 y 1956, y la de embajador en Pakistán, que desempeñó en 1958.
Falleció en Madrid en 1964.